# Syrský odpor
Jednotky syrského odporu (arabsky: المقاومة السورية, Al Muqāwamat al-Sūriyah), oficiálně též Lidová fronta pro osvobození sandžaku İskenderun, je syrská provládní ozbrojená skupina operující hlavně na severozápadě Sýrie. Hnutí se hlásí k marxisticko-leninistické ideologii.

## Historie
Hnutí bylo založeno tureckým alavitou se syrským občanstvím Mihraçem Uralem. Podle tureckého listu Today's Zaman byl Ural vůdcem tajné povstalecké buňky v provincii Hatay (jihozápadní Turecko) zvanou Turecká lidová strana-Fronta Acilciler (též známí jako „Potřební“). Deník Zaman dále tvrdil, že Uralova skupina podněcovala početné alavitské obyvatelstvo ve zmíněné provincii k nepokojům vůči tureckým orgánům a také rekrutovala zdejší alavity pro boj ve prospěch Syrské arabské armády.
Přestože se skupina otevřeně hlásí k ideologii syrského nacionalismu a levicovému sekularismu, tvrdilo se, že primárně sloužila k ochraně alavitských a jiných dvanáctnických náboženských menšinových komunit v Turecku. Jednotky syrského odporu byly Syrskou opozicí obviněny z toho, že jsou alavitská sektářská milice zodpovědná za bombardování a útoky v Turecku a v syrských vesnicích. Každopádně šejk Muwaffaq al-Ghazal, člen Alavitské islámské rady, tvrdí, že jejich ideologie obsahuje řadu aspektů včetně náboženství, rasy nebo postavení žen a mužů.